# Uta Ruppert

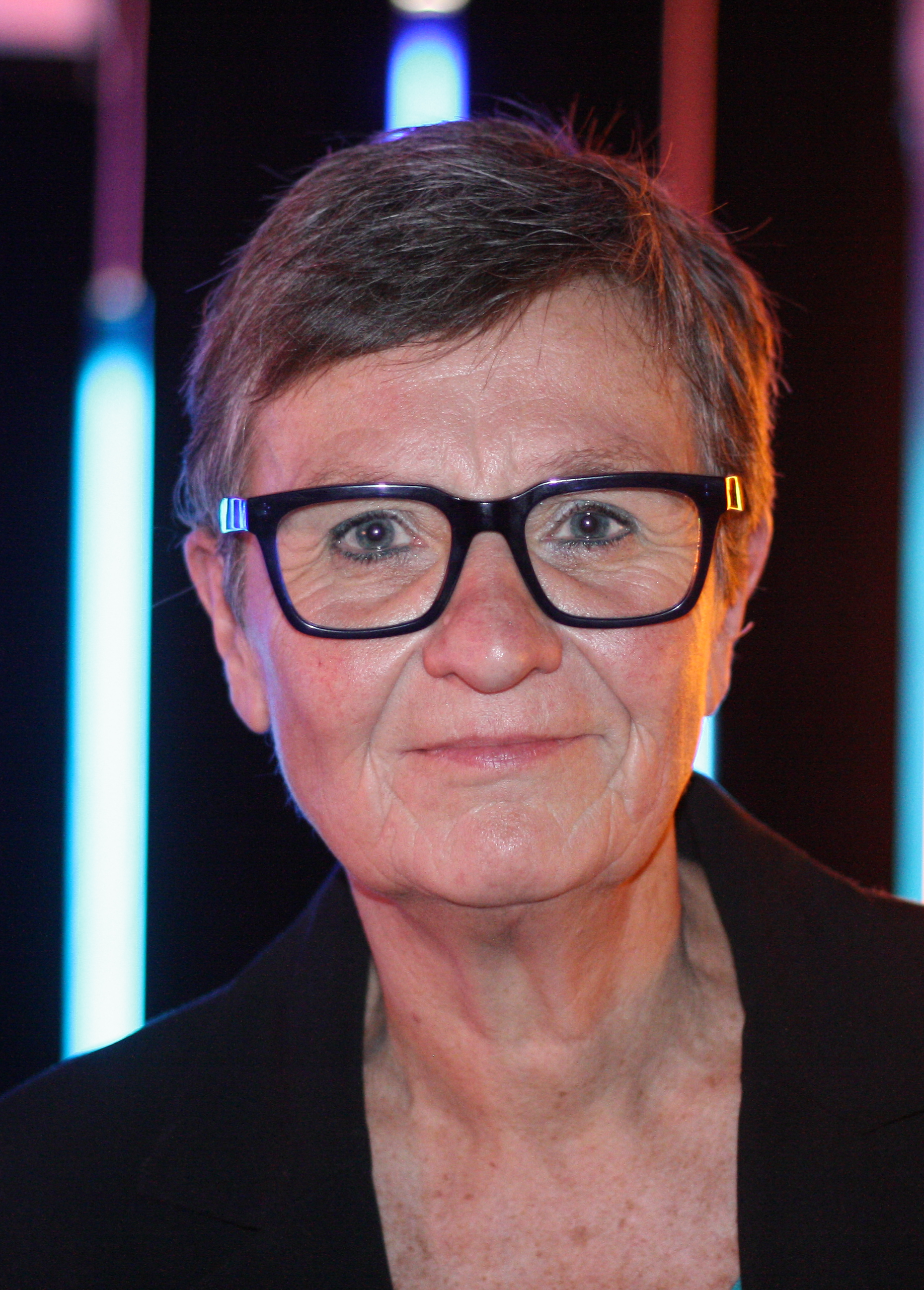
Uta Ruppert (2024)

Uta Ruppert (* 1961) ist Professorin für Politikwissenschaft und politische Soziologie mit dem Schwerpunkt Entwicklungsländer (unter besonderer Berücksichtigung der Geschlechterverhältnisse) an der Johann Wolfgang Goethe-Universität Frankfurt am Main.

## Biographie
Uta Ruppert absolvierte ihr Studium in Politikwissenschaft, Volkswirtschaftslehre und Soziologie. Ihre Dissertation befasste sich mit der Frauenarbeit im polit-ökonomischen Prozess von Burkina Faso. Von 1988 bis 2002 war sie wissenschaftliche Mitarbeiterin und anschließend wissenschaftliche Assistentin am Institut für Politikwissenschaft der Justus-Liebig-Universität Gießen. In dieser Zeit fungierte sie auch als Gastdozentin an verschiedenen Universitäten, darunter die Universität Linz und Innsbruck in Österreich, Castellon in Spanien, Bandung in Indonesien und als Dozentin an der Internationalen Frauenuniversität (ifu).
Seit 2002 ist Ruppert Professorin für Politikwissenschaft und Politische Soziologie am Fachbereich Gesellschaftswissenschaften der Johann Wolfgang Goethe-Universität Frankfurt am Main. Ihr Spezialgebiet liegt in der Entwicklungs- und Geschlechterforschung.

## Arbeits- und Forschungsschwerpunkte
Ihre Arbeits- und Forschungsschwerpunkte sind: 
- Geschlechtergerechtigkeit in der Globalisierung
- Nord-Süd-Politik
- Frauenpolitik und Frauenbewegung in Westafrika
- Theorie und Praxis internationaler Frauenpolitik
- Lokalisierungen von Demokratie in Afrika
- Geschlechterpolitischer Wandel im Kontext der Transformation
- Feministische Theorie Internationaler Beziehungen

Uta Ruppert befasst sich in ihren Veröffentlichungen unter anderem mit Fragen des geschlechterpolitischen Wandels im Kontext der Transformation und der Lokalisierung der Demokratie in Afrika. In ihrem Buch „Gegenwarten verbinden – Frauenarbeit und Frauenpolitik im Entwicklungsprozess Burkina Fasos“ macht Ruppert auf die Lebens- und Arbeitsverhältnisse afrikanischer Frauen aufmerksam.
In ihrem Artikel „Fortschritt, Rückschritt, Wechselschritt: Internationale Frauenpolitik zwischen Backlash und Empowerment“ behandelt Ruppert „die Entwicklungsrichtungen internationaler Frauenpolitik“. 
Ein weiterer Arbeitsschwerpunkt Rupperts ist die feministische Theorie internationaler Beziehungen und die Geschlechtergerechtigkeit in der Globalisierung. Ihr Buch „Lokal bewegen – global verhandeln. Internationale Politik und Geschlecht“ analysiert die Theorie und Praxis internationaler Politik in Bezug auf das Geschlecht.